# Osgood (Indiana)
Osgood es un pueblo ubicado en el condado de Ripley en el estado estadounidense de Indiana. En el Censo de 2010 tenía una población de 1624 habitantes y una densidad poblacional de 422,24 personas por km².

## Geografía
Osgood se encuentra ubicado en las coordenadas 39°7′46″N 85°17′31″O / 39.12944, -85.29194. Según la Oficina del Censo de los Estados Unidos, Osgood tiene una superficie total de 3.85 km², de la cual 3.76 km² corresponden a tierra firme y (2.29%) 0.09 km² es agua.

## Demografía
Según el censo de 2010, había 1624 personas residiendo en Osgood. La densidad de población era de 422,24 hab./km². De los 1624 habitantes, Osgood estaba compuesto por el 98.15% blancos, el 0.06% eran afroamericanos, el 0.18% eran amerindios, el 0% eran asiáticos, el 0% eran isleños del Pacífico, el 0.12% eran de otras razas y el 1.48% pertenecían a dos o más razas. Del total de la población el 1.29% eran hispanos o latinos de cualquier raza.